# Lista najwyższych budynków w Kawaguchi

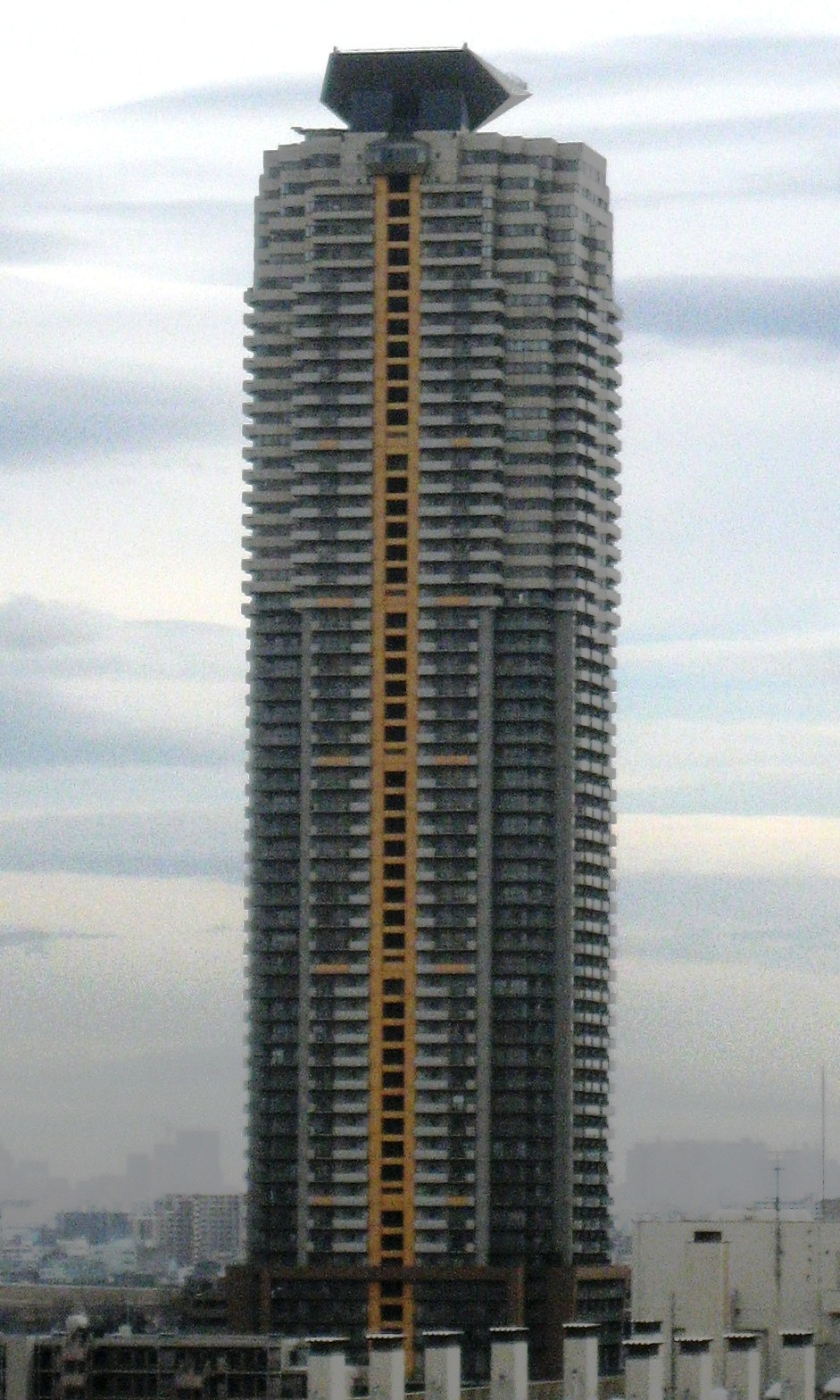
Elsa Tower 55 – najwyższy budynek w Kawaguchi.

Kawaguchi jest miastem w Japonii, w zespole miejskim Tokio. Obecnie w Kawaguchi znajduje się 9 budynków przekraczających 100 metrów wysokości. Pierwszym, który przekroczył 100 metrów był ukończony w 1998 Elsa Tower 55. Dotychczas nie wybudowano w Kawaguchi budynku wyższego niż ten 185-metrowy apartamentowiec. Szczególną cechą wysokościowców w tym mieście jest to, iż wszystkie wymienione w tabeli są budynkami mieszkalnymi.
W chwili obecnej (luty 2015) nie trwa budowa żadnego nowego budynku, który przekraczałby 100 metrów wysokości.

## 10 najwyższych
| Lp. | Nazwa                             | Wysokość strukturalna (metry / stopy) | Liczba pięter | Rok ukończenia budowy |
| --- | --------------------------------- | ------------------------------------- | ------------- | --------------------- |
| 1.  | Elsa Tower 55                     | 185,8 / 610                           | 55            | 1998                  |
| 2.  | Ober Tower Kawaguchi Collage      | 119,2 / 391                           | 34            | 2006                  |
| 3.  | Elsa Tower 32                     | 111,0 / 364                           | 32            | 2002                  |
| 4.  | City Duo Tower Kawaguchi          | 110,1 / 361                           | 31            | 2006                  |
| 5.  | Livio Tower Kawaguchi Mi·Do·Li·No | 108,0 / 354                           | 32            | 2006                  |
| 6.  | Camellia Tower Kawaguchi          | 106,9 / 351                           | 30            | 2003                  |
| 7.  | Kawaguchi Park Tower              | 103,0 / 338                           | 31            | 2001                  |
| 8.  | Sol Crest Kawaguchi               | 100,5 / 330                           | 30            | 2006                  |
| 9.  | Dream Tower – Cure Residence      | 100,0 / 328                           | 31            | 2007                  |
| 10. | Sky Front Tower                   | 97,0 / 318                            | 29            | 1994                  |